# Tarnówka (powiat Złotowski)
Tarnówka is een dorp in het Poolse woiwodschap Groot-Polen, in het district Złotowski. De plaats maakt deel uit van de gemeente Tarnówka en telt 1300 inwoners.